# Philonides aus Laodikeia
Philonides aus Laodikeia (* um 220 v. Chr.; † um 150 v. Chr.) war ein antiker griechischer Philosoph. Er gehörte zur Schule der Epikureer.
Die Informationen zum Leben des Philonides gehen fast ausschließlich auf die sogenannte Vita Philonidis zurück, ein Papyrus aus Herkulaneum (PHerc. 1044).
Philonides entstammte einer am Seleukidenhof einflussreichen Familie und studierte bei Eudemos von Pergamon, Dionysodoros von Kaunos und Artemon Geometrie. Auch mit dem bekannten Geometer Apollonios von Perge war er befreundet. Er stand mit dem akademischen Philosophen Karneades, dem stoischen Philosophen Diogenes von Babylon sowie den Epikureern Basilides und Thespis in Kontakt. Philonides war Autor diverser Schriften zum Epikureismus und zur Mathematik und wirkte über mehrere Jahrzehnte am Hofe der Seleukiden.

## Ausgaben
- I. Gallo: Studi di papirologia ercolanese, Neapel 2002, ISBN 8870922073, S. 59–205 mit italienischer Übersetzung.